# Bauernfrühstück

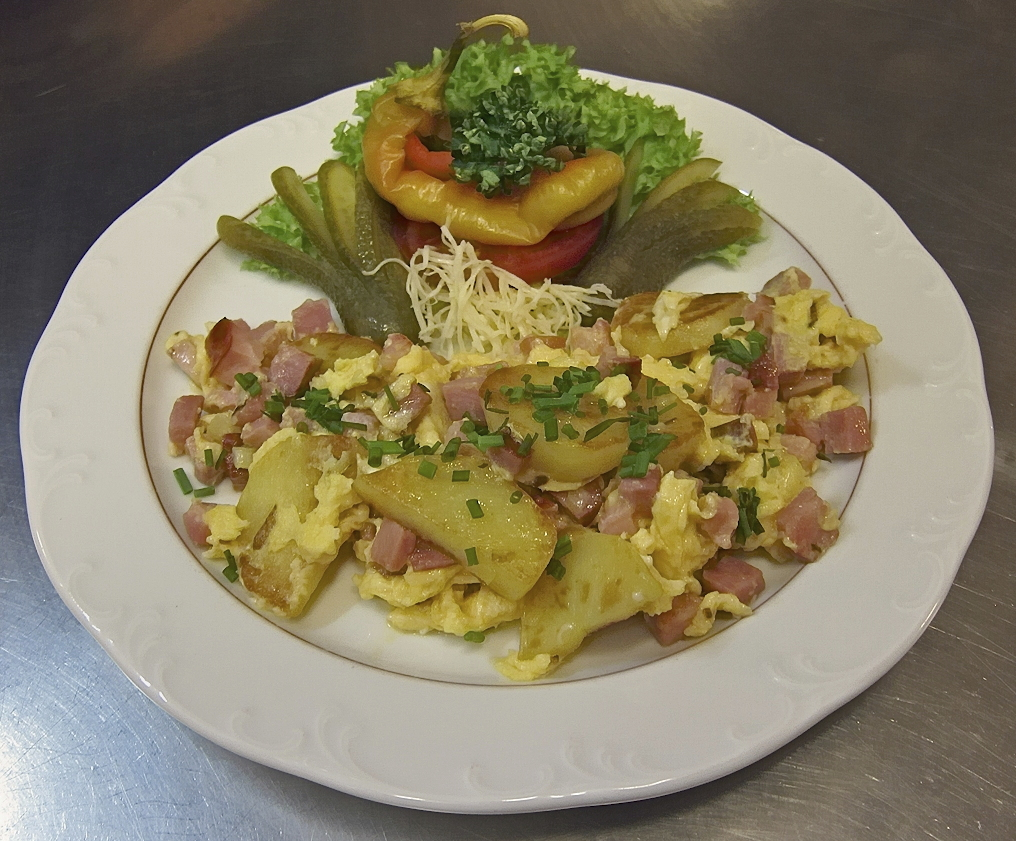
Een Bauernfrühstück

Een Bauernfrühstück (Nederlands: boerenontbijt) is een eenvoudig Duits gerecht dat, anders dan de naam doet vermoeden, niet alleen als ontbijt wordt gegeten. Het bestond oorspronkelijk uit gebakken aardappelen en restjes van groenten en vlees, die in een koekenpan verhit worden en overgoten met ei als een omelet of roerei gebakken worden. In plaats van de restjes worden uien, prei of bieslook en spek of ham gebruikt.
Vergelijkbare gerechten zijn ook bekend in andere landen:
- in Frankrijk, bijvoorbeeld als omelette à la Paysanne (met zuring)
- in Spanje als tortilla de patatas
- in Zweden als Pyttipanna